# 何勇 (1940年)

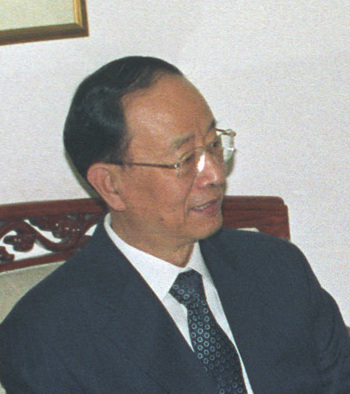
2006年的何勇

何勇（1940年10月—），男，河北迁西人，中国共产黨、中华人民共和国政治人物，原副国级领导人。天津大学精密仪器工程系精密仪器与机械专业毕业，高级工程师。1958年12月加入中国共产党；是中共第十五、十六、十七届中央委员、中纪委副书记，十六、十七届中央书记处书记。

## 生平

### 早年经历
1958年12月，还在河北老家读中学的何勇，刚满十八周岁就成为中共预备党员。1960年9月，他考入天津大学精密仪器工程系，所选专业是精密仪器与机械，学制为六年。在学习期间，何勇曾因故退学了一年，因而又赶上了“文革”。这样，在离开学校时，何勇已经是28岁了。
在等待了一年后，1968年7月，何勇被分配到第五机械工业部（即后来的兵器工业部）坦克局设在湖北的直属兵工厂——国营二三八厂工作。何勇在这家当时的“一级保密单位”前后工作了十五年；历任计量室技术员，厂部生产秘书，厂党委常委、兼政治处主任，厂党委副书记、兼厂长等职。在那个“又红又专”的年代，能够进入这样的一家单位工作，而且被迅速获得重用，可见何勇的政治敏锐度不一般。

### 进入政坛
在担任了五年国营二三八厂厂长的职务后，1983年，何勇调任湖北省国防科学技术工业办公室副主任。两年后，国务院在原第五机械工业部的基础上新组建的兵器工业部，邹家华出任部长。受人推荐，时年45岁已具有27年党龄的何勇受到邹家华的重视，从而进入兵器工业部，并出任干部司司长。不久，刚刚接任中组部部长的尉健行也看中了何勇的政治资历，于是就向中共中央总书记胡耀邦推荐，调中组部任职。这样，一个专业技术人才转成了党工干部。

#### 初获重用
1986年6月，中共中央正式任命何勇为中组部副部长，同年10月又兼任党政外事干部局局长，负责为中共中央和国务院各部委选拔、培养、考察副部级以上的负责人，及驻外使馆一等秘书、参赞、总领事以上级別的干部。随着胡耀邦下台，中组部内人事大变动；宋平接任部长，何勇和尉健行一起被调离。不久，国务院准备重组监察部；尉健行任部长，何勇被安排为排名第三位的副部长。1992年任中央纪委常委，1997年升任中纪委副书记（排名第三）。在监察部任职十年后的1998年，他正式升任部长的职务。

#### 中纪委和书记处
在2002年11月召开的中共十六大上，由于十五届中纪委排名前两位的副书记韩杼滨和曹庆泽因为年龄因素全部退休，何勇晋升为排名第一的中纪委副书记，并同时当选为中央书记处书记，晋升为党和国家领导人。
在中共十七大上，何勇连任中央书记处书记，排名由十六届的第七位（末位）晋升到了第五位，并第三次出任中纪委副书记。
2012年11月中共十八届一中全会后，72岁的何勇不再担任中央书记处书记、中纪委副书记，正式退休。